# 富田親水広場
富田親水広場（とみたしんすいひろば）は、福島県郡山市にある公園である。

## 概要
郡山市富田町の逢瀬川沿いにある公園。公園内には広葉樹や桜などの樹木が植えられ、川を眺めながら散策できる。また、付近の逢瀬川沿いには公園のさらに下流まで遊歩道が整備されており、300mほど下流にあり遊歩道でつながった大島自然ふれあい広場（逢瀬川４号緑地）などとともに散策コースとして紹介されることも多い。
2001年（平成13年）には、うつくしま未来博の参加プログラムの一つとして福島県による植樹祭が行なわれ、昔から地域に自生する樫の木など8,000本の樹木が植えられた。

## 主な施設
- せせらぎ水路
- ほたる水路
- 親水テラス
- 水車
- 四阿

## ギャラリー

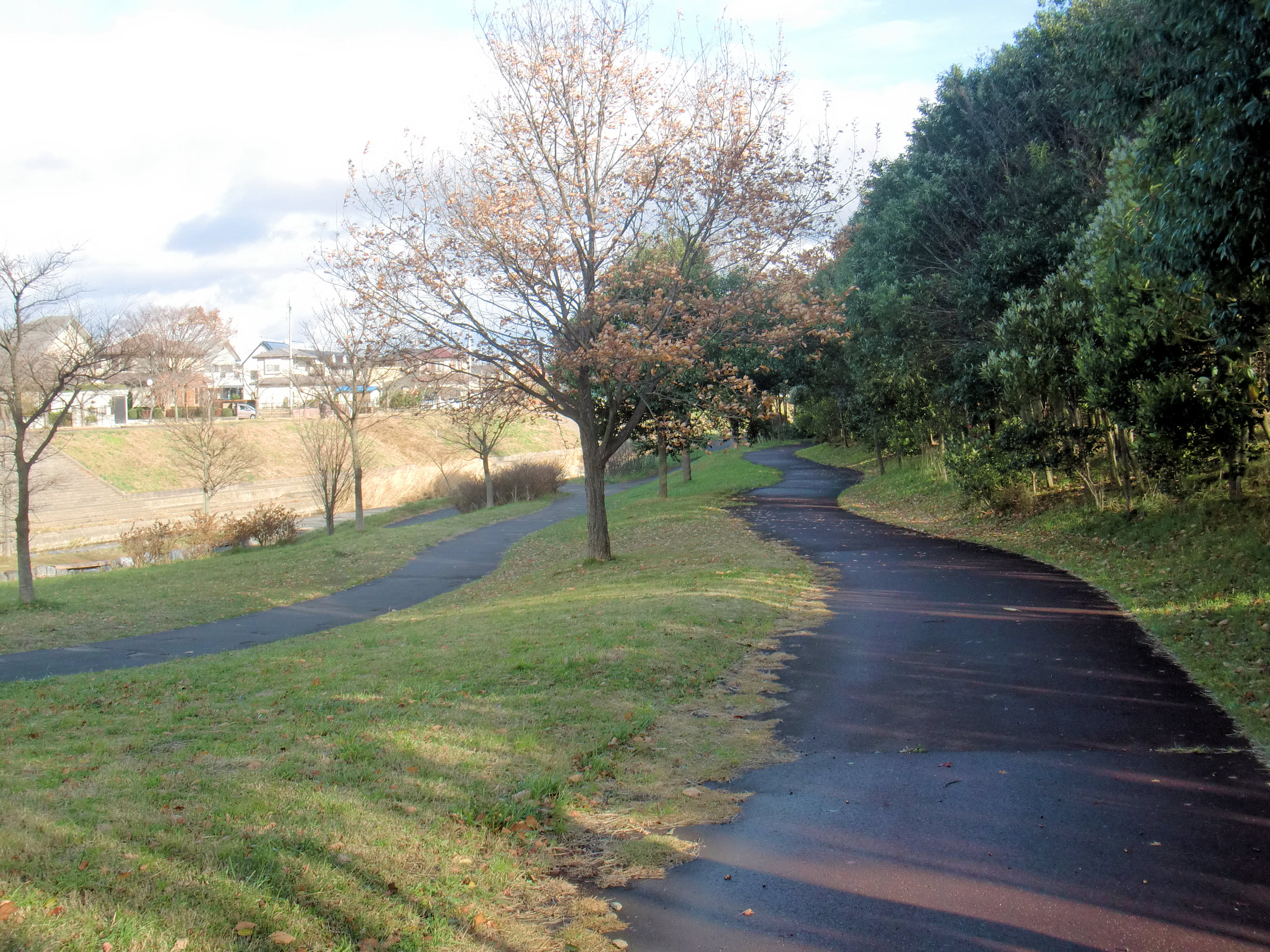
散策路から河原付近
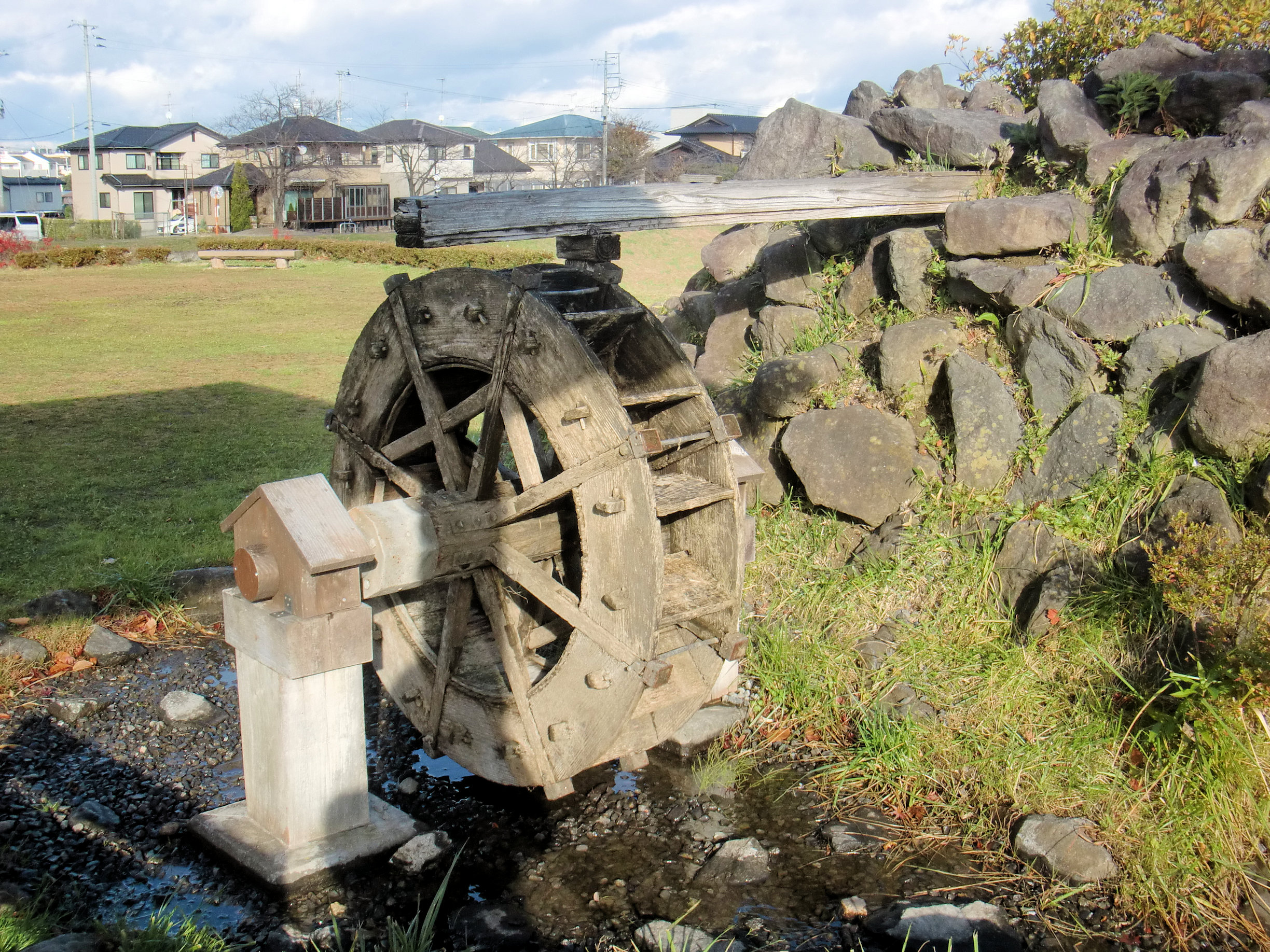
入口付近の水車
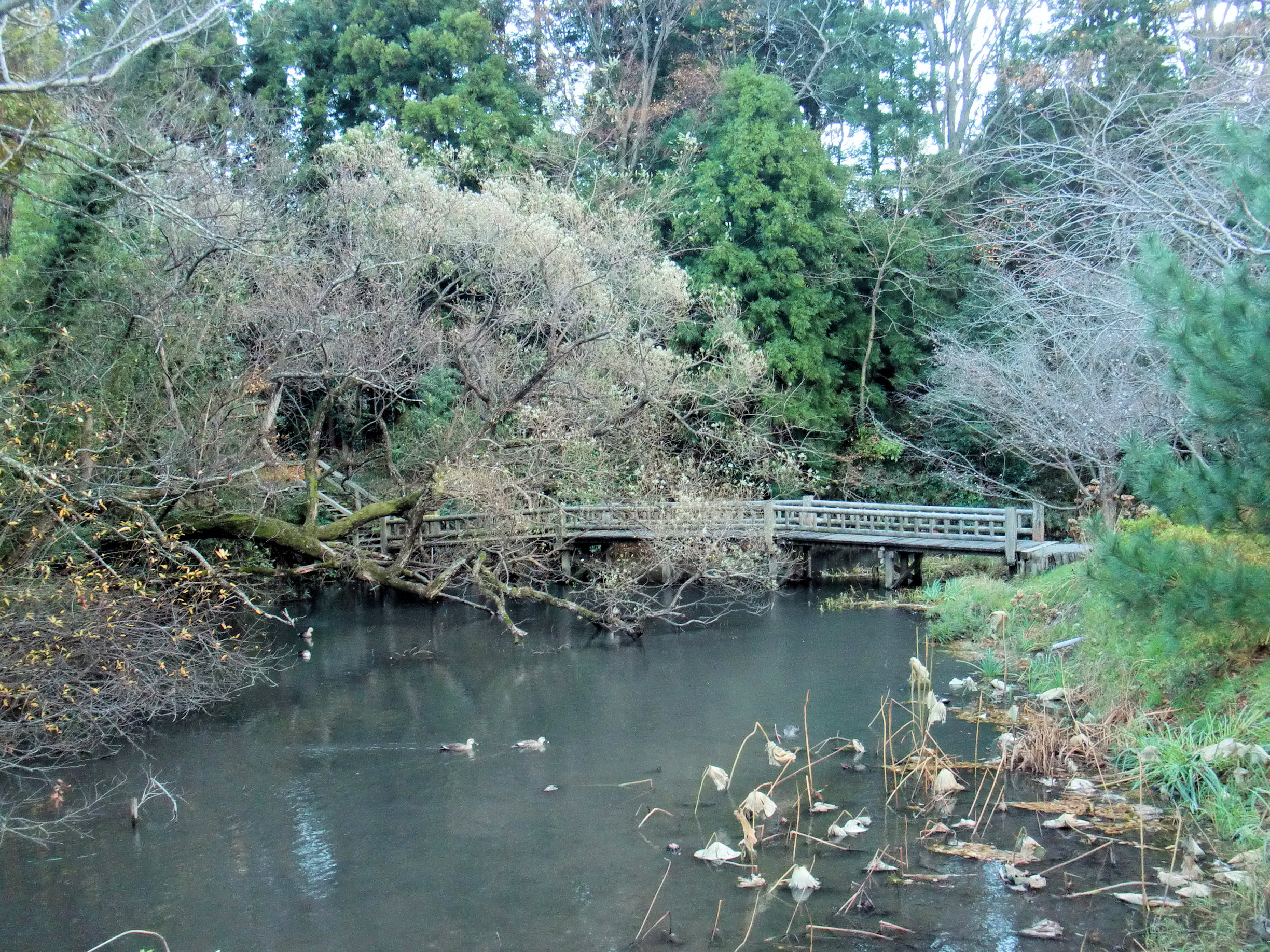
下流の大島自然ふれあい広場内の旧逢瀬川
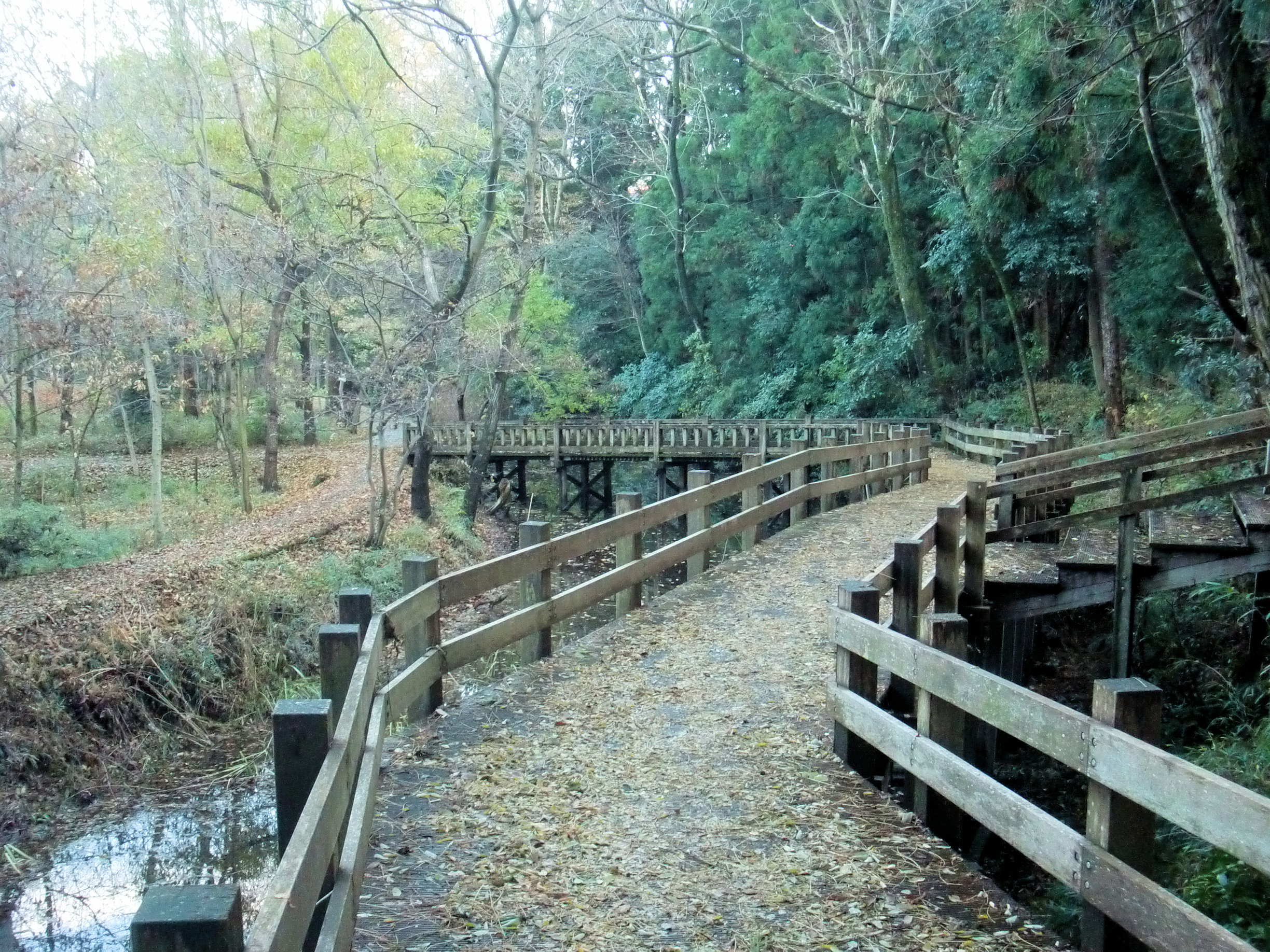
下流の大島自然ふれあい広場の木道

## 交通アクセス
- JR東日本郡山駅8番バス乗り場より熱海行または西部工業団地行バスで富田親水広場下車（ダイヤ注意）
  - 公園の東側からは、同じく郡山駅8番バス乗り場より、下富田経由百合ヶ丘行きで阿久戸下車でのアクセスも可。上記よりこちらのが本数は多い。
- JR東日本郡山富田駅から内環状線、逢瀬川土手を経由して徒歩30分
- 東北自動車道郡山ICから国道49号を経由して車で5分（国道49号側に駐車場あり）